# Aleksandr Bryżyn
Aleksandr Aleksiejewicz Bryżyn (ros. Александр Алексеевич Брыжин, ur. 26 listopada 1922 w słobodzie Daniłowka w guberni carycyńskiej (obecnie obwód wołgogradzki), zm. 26 czerwca 1985 w Wołżskim) – radziecki polityk, I sekretarz Komitetu Obwodowego KPK w Kokczetawie (1963-1968).
1941 kursant szkoły lotniczo-technicznej w Astrachaniu, 1941-1946 w Armii Czerwonej, od 1945 w WKP(b), 1946-1947 I sekretarz rejonowego Komsomołu w obwodzie stalingradzkim. Od 1947 zastępca kierownika wydziału Komitetu Obwodowego WKP(b) w Stalingradzie, kierownik wydziału rejonowego komitetu WKP(b) w obwodzie stalingradzkim, 1949-1950 instruktor Wydziału Organów Partyjnych, Związkowych i Komsomolskich Komitetu Obwodowego WKP(b) w Stalingradzie, 1950-1952 I sekretarz rakowskiego rejonowego komitetu WKP(b) w obwodzie stalingradzkim. 1952-1955 słuchacz Wyższej Szkoły Partyjnej przy KC WKP(b)/KPZR, 1955-1961 I sekretarz rejonowego komitetu KPK w obwodzie zachodniokazachstańskim, 1961-1963 II sekretarz Zachodniokazachstańskiego/Uralskiego Komitetu Obwodowego KPK. Od stycznia do kwietnia 1963 II sekretarz Uralskiego Komitetu Obwodowego KPK, od kwietnia 1963 do 1968 I sekretarz Komitetu Obwodowego (do grudnia 1964: Wiejskiego Komitetu Obwodowego) KPK w Kokczetawie, 1968 inspektor KC KPK, 1968-1975 przewodniczący Państwowego Komitetu Rady Ministrów Kazachskiej SRR ds. kształcenia zawodowo-technicznego, 1975-1977 I zastępca przewodniczącego Komitetu Wykonawczego Rady Obwodowej w Żezkazganie, 1977-1978 zastępca dyrektora fabryki rur w Wołżsku, następnie do śmierci dyrektor administracji celnej w Wołżsku. Deputowany do Rady Najwyższej ZSRR 7 kadencji. Odznaczony dwoma Orderami Lenina i Orderem Czerwonego Sztandaru Pracy.